# Michel Brézin
Pour les articles homonymes, voir Brézin.
Michel Brézin (1758-1828) est un entrepreneur, industriel et philanthrope français.

## Biographie
Il est le fils de Denis Brézin, serrurier-mécanicien chef à l'hôtel de la Monnaie (Paris). Très jeune, Michel Brézin y apprend le dessin industriel et, après un stage à la Monnaie de Bordeaux, succède à son père dans ses fonctions à l'âge de 23 ans, comme serrurier-mécanicien chef, c'est-à-dire qu'il dirige l'atelier du quai Conti.
Il va faire fortune en partie dès le début de la Révolution française. D'abord il met au point un procédé de frappe dite « à la virolle » pour accélérer le monnayage (1792) au moment où la France interdit l'exportation de métal et entre en guerre. Pour pallier la disette monétaire, on lui confie pour fabriquer des monnaies le métal provenant de la fonte de certaines cloches d'églises, mais l'opération s'avère un échec, le métal est cassant, aussi Brézin, au moment où le pays est menacé d'invasion, à l'idée de convertir ce métal de récupération en canons disponibles dès 1792. Pour fabriquer les ouvrages militaires, il exploite des forges et des hauts fourneaux en Normandie. 
Reconnaissant, le Premier consul, Bonaparte le nomme directeur de l'Arsenal de Paris. Deux décennies plus tard, Michel Brézin est un homme très fortuné, possédant 18 maisons à Paris et six dans la région parisienne ; on estime qu'il laisse à sa mort 5 millions de francs.

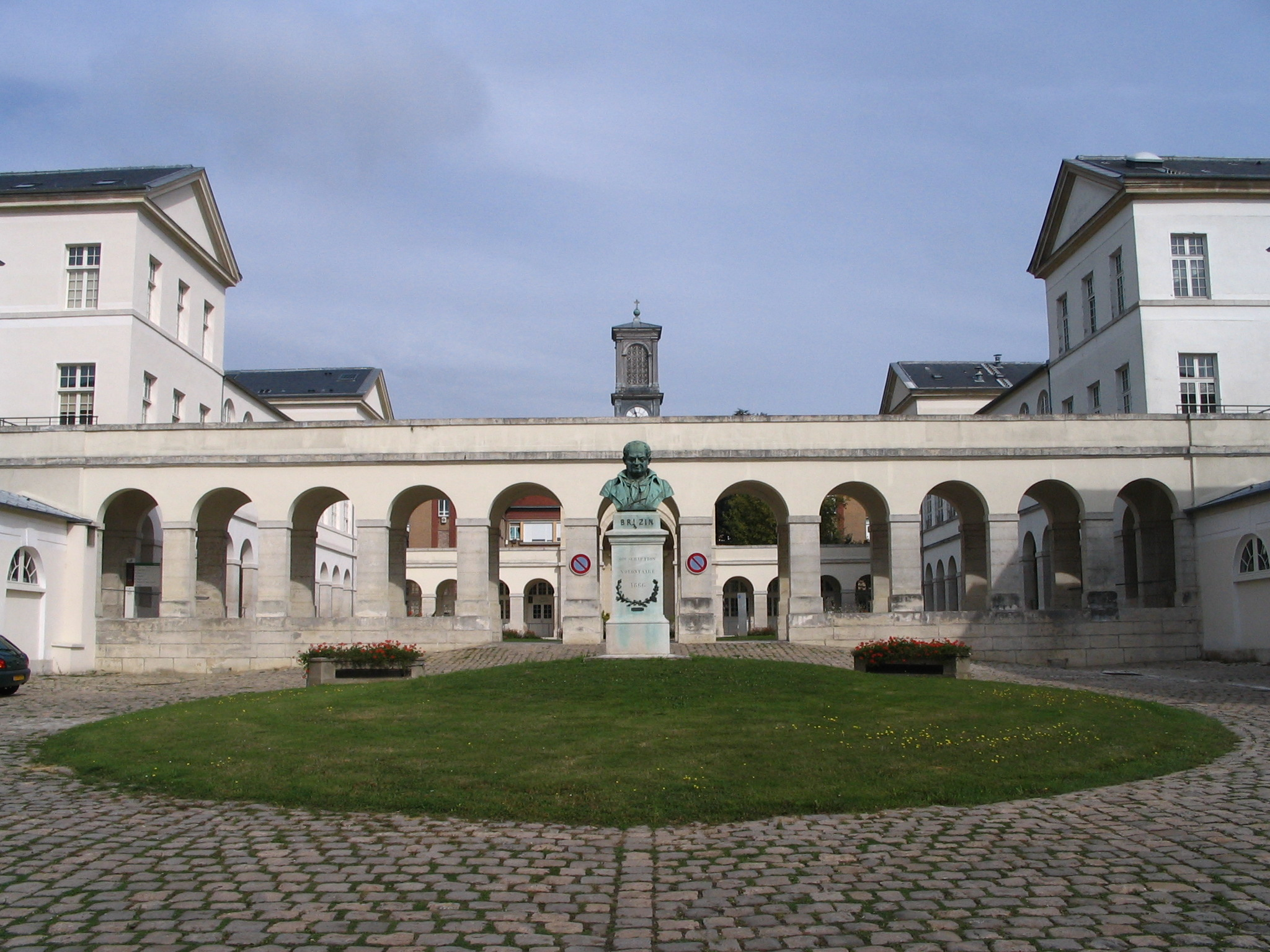
« Pavillon Brézin ».

Il meurt le 21 janvier 1828 et est inhumé au cimetière du Père-Lachaise (32e division). Son tombeau est l'œuvre du sculpteur Jacques-Philippe Le Sueur.

## Fondation Brézin
Un mois avant son décès, il rédige un testament qui prévoit la fondation d'un hospice pour les ouvriers âgés et infirmes, issus des usines de fonderie. Le testament est contesté puis validé : les Hospices de Paris sont légataires universels de tous ses biens. Les travaux ne commencent qu'en 1836 et durent deux ans. En 1840, le lieu accueille 250 personnes dans le besoin.
Cet hospice, appelé hospice de la Reconnaissance, a été bâti sur sa propriété du Petit-l'Étang, à Garches (Hauts-de-Seine). Depuis 1954, il est rattaché à l'hôpital Raymond-Poincaré sous le nom de « pavillon Brézin ». Un buste de Michel Brézin est par ailleurs installé dans la cour.

## Iconographie
Une médaille posthume à l'effigie de Michel Brézin a été réalisée par le graveur Émile Rogat en 1834. Un exemplaire en est conservé au musée Carnavalet (ND 193).

## Hommages
La rue Brézin dans le 14e arrondissement de Paris porte son nom.
Une rue porte son nom à Garches.